# Bléré
Bléré es una comuna francesa, situada en el departamento de Indre y Loira en la región de Centro. Sus habitantes son llamados Blérois(es).

## Hermanamiento
Garrel, Alemania

## Demografía
| 2 153 | 2 519 | 2 475 | 2 663 | 3 417 | 2 978 | 3 493 | 3 676 | 3 431 | 3 477 | 3 561 | 3 510 | 3 675 | 3 688 | 3 599 | 3 272 | 3 269 | 3 288 | 3 342 | 3 533 | 3 156 | 3 160 | 3 041 | 3 070 | 3 250 | 3 420 | 3 450 | 3 832 | 4 113 | 4 057 | 4 388 | 4 576 | 5 024 |
| Para los censos de 1962 a 1999 la población legal corresponde a la población sin duplicidades (Fuente: INSEE [Consultar]) |       |       |       |       |       |       |       |       |       |       |       |       |       |       |       |       |       |       |       |       |       |       |       |       |       |       |       |       |       |       |       |       |

Gráfico de evolución de la población, 1794-1999